# أم مرحي مساعد
أم مرحي مساعد قريه تقع في جمهورية السودان بولاية الجزيرة جنوب غرب مدينة ودمدني وتبعد عنها حوالي 25 كلم وتقع بين خط طول 33.21 وخط عرض 14.16، تبلغ مساحتها حوالي 3 كلم مربع وعدد سكانها حوالي 3700 نسمه، بها 4 مساجد وخلاوي لتحفيظ القرأن الكريم وبهاأيضا مدرستي أساسي وثانوي بنين وبنات كل علي حدا وبه رياض الأطفال وبها مركز صحي.